# Umur Bey
Pour les articles homonymes, voir Aydınoğlu.
Umur Bey ou Aydınoğlu Umur Bey est un émir d'Aydın qui régna de 1334 à 1348. Il succéda à son père, Aydınoğlu Mehmed Bey. Sous son règne, Aydın devint une puissance navale majeure en mer Égée grâce à ses ports de Smyrne et d'Ayasoluk. 
Il contracta avec l'Empire byzantin d'Andronic III un traité d'alliance défensive contre les Ottomans et les puissances maritimes italiennes.
Il joua un rôle pendant la deuxième guerre civile de Byzance, en tant qu'allié de Jean VI Cantacuzène (opérations en Thrace et en Macédoine).
Ses actes de piraterie décidèrent les Latins à s'allier contre lui et le pape Clément VI à proclamer la Croisade de Smyrne contre les Turcs en 1343. Les forces coalisées de Venise, Rhodes et Chypre s'emparèrent alors de la citadelle du port de Smyrne. C'est dans une attaque avortée pour la reconquérir qu'Umur mourut en 1348.